# Harsporia
De harsporia (Resiniporus resinascens) is een schimmel behorend tot de familie Irpicaceae. Hij leeft saprotroof op dood hout van loofbomen, bij voorkeur, bij voorkeur op populier en wilg, maar ook op andere soorten.

## Kenmerken
Het éénjarig vruchtlichaam is resupinaat tot knobbelig op hellende substraten. De rand is wit en vlokkig, doorgaans contrasterend met het poriënoppervlak. Het poriënoppervlak is eerst witachtig, okerachtig of bleek strokleurg tot oneffen bleek vuilbruin, daarna wordt het effen bleek bruin. De poriën zijn hoekig en aanwezig met 3 tot 4 per mm. Het subiculum is wittig en vezelig, heeft een dikte tot 3 mm en contrasteerd met de
harsachtige, gedeeltelijk kraakbeenachtige buisjeslaag. Soms is er een dichte donkere zone naast het substraat.

## Verspreiding
De harsporia komt voor in Europa en Azie. In Nederland komt de harsporia zeer zeldzaam voor.